# Shorinji ryu
Le Shorinji Ryu est un style de karaté provenant d'Okinawa, comme de nombreux styles anciens de cet art martial. Il a été créé en 1954, par Joen Nakazato (1922-), qui fut l'élève de Chotoku Kyan. Ce dernier fut entre autres le disciple de Sokon Matsumura, dont il apprit 7 katas : seisan, naifanchi, wanshu, passai, gojushiho, chinto et kusanku, ainsi que tokumine no kon (bō-jutsu).
Le Shorinji Ryu signifie « École du temple de la jeune forêt », en référence au temple de Shaolin situé sur le continent, en Chine.

## Introduction
Nakazato voulait entièrement transmettre le style de Kyan, c'est pourquoi il enseigna les 9 katas de son maître sans en changer le moindre détail. Ces katas sont exécutés avec des mouvements très durs et énergiques et contiennent plusieurs techniques cachées.
Il existe plusieurs variantes du Shorinji Ryu :
- Okinawan Shorinji Ryu : fondé par Joen Nakazato (voir ci-dessus).
- Shorinji Ryu Renshinkan : fondé par Isamu Tamotsu (1920-), qui a particulièrement développé le combat avec de nombreux coups de pied, tai sabaki et des positions plus hautes que dans les autres styles.
- Shorinjiryu Kenkokan : créé par Masayoshi Kori Hisataka (1907-1988), en 1945, il inclut l'enseignement de Chotoku Kyan avec de nombreuses influences chinoises ainsi que des influences du judo.
- Sakugawa Koshiki Shorinji Ryu : le style essaie de préserver les katas originaux que Tode Sakugawa a appris en Chine, d'où le nom de cette variante du Shorinji (« école du Shorinji orthodoxe de Sakugawa »). Ce style a été importé en 1969, aux États-Unis d'Amérique, par Thomas Cauley. Pendant qu'il était au Japon en tant que membre des forces aériennes des États-Unis, la famille Ogasawara lui a enseigné ce style, cette dernière l'ayant elle-même appris de Chomo Hanashiro.
- Japanese Shorinji Ryu : Richard Kim (1917-2001) a importé ce style en Amérique du Nord et a commencé à enseigner à San Francisco, Californie, en 1959, quoique cela reste à confirmer. Kim a rencontré Kentsu Yabu, Gogen Yamaguchi… Il a étudié les styles Goju Ryu, Shotokan, mais plus particulièrement le Shorinji Ryu (modifié avec des éléments d'aikijutsu et de Shotokan). Ce style comporte également la pratique du Kobudo[1] et du Tai-Chi[2].
- Okinawa Shôrinji-Ryu Seishinkan : Fondé par Sato Yoshitoshi (1933-).  Sato Senseï est l’un des seuls karateka à avoir étudié très sérieusement avec les deux plus fidèles élèves de Kyan Chotoku Senseï : Nakazato Joen et Zenryo Shimabukuro. En Décembre 1998 Nakazato Joen délivre à Sato le 9ème dan Hanshi Shôrinji-ryu Seishinkan. Il est nommé 10e Dan en 2012 par les instances japonaises. Sato Yoshitoshi fonde en 1994 le « All Japan Seishinkan Karaté Dojo ». Il enseigne alors le Karaté originel d’Okinawa afin de sauvegarder pour les générations futures, les kata, techniques traditionnelles du Shuri-te mais aussi les valeurs morales de ce karaté traditionnel. Le Hombu dojo du Seishinkan karaté se trouve à Fukuoka (Kyushu).
- En France, l'Okinawa Shôrinji-Ryu Seishinkan de Sato Yoshitoshi est représenté par Hervé Leydier (www.fudoshin-budo.com). Le Hômbu Dôjô se situe en Drôme provençale.
- Le Okinawa KaratéDo Shorinji Ryu Shinkokai de Hitoshi Oyakawa  a nommé Dominique Germon, responsable France (Paris), 8ème dan Shinkokai/KB.(www.artsmartiauxbkap.com)

Richard Lee qui a appris le Shorinji ryu de Richard Kim à Hawaï a ensuite été autorisé à l'implanter en France, puis en Allemagne.
Il existe une autre branche, le Butokukai France, représentée par Jean Chalamon, élève de Richard Kim. Le directeur technique de cette fédération (non délégataire) est Max Bouton.
Aujourd'hui, Bertrand Zussy, Jean-Claude Schoenig et Michel Baysang sont les responsables français d'une des branches du karaté Shorinji Ryu au sein de la Fédération française de karaté. Jean-Luc Bricard est responsable d'une autre branche Shorinji Ryu au sein de cette fédération. Ils ont étudié aux côtés de Richard Lee, élève de Richard Kim.
Plusieurs clubs français (et étrangers) sont proches de la Shorinji Budo Union Deutschland (Union allemande de Budo Shorinji Riu) dont le responsable était shihan Bill Marsh (décédé en 2022)  (9e dan), élève de Richard Lee. 

## Katas Shorinji Ryu enseignés par Joen Nakazato
- Style Shuri-te, provenant de Sokon Matsumura : seisan, naifanchi, gojushiho ; provenant de Chatan Yara : kusanku.
- Style Tomari-te, provenant de Kokan Oyadomari : passai ; provenant de Maeda Pechin : wanshu ; provenant de Kosaku Matsumora : chinto ; importé de Taïwan : ananku ; provenant de Tokumine Peichin : Tokumine no kun.